# Josef Zösmair

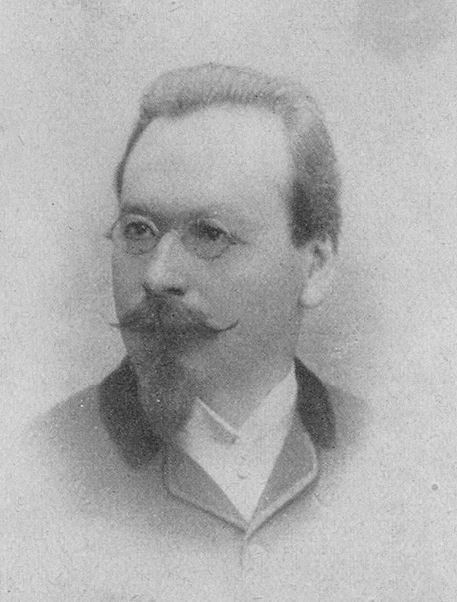
Josef Zösmair (1845–1928)

Josef Zösmair (* 11. November 1845 in Bruneck im Pustertal; † 8. Juni 1928 in Innsbruck) war ein österreichischer Lehrer, Namenforscher und Historiker.

## Leben und Wirken
Josef Zösmair entstammte einer bäuerlichen Familie. Nach dem Besuch des Gymnasiums in Brixen studierte er in Innsbruck, wo er 1871 die Lehramtsprüfung für Geschichte und Geographie ablegte. Von 1872 bis 1888 lehrte er an der Mittelschule in Feldkirch, wo er 1874 zum Studienprofessor ernannt wurde. Parallel dazu schrieb er eine Vielzahl von Beiträgen zur Vorarlberger Namenkunde und Geschichte von der Frühgeschichte an bis in die Neuzeit, wofür ihn die Stadt Feldkirch zum Ehrenbürger, der Vorarlberger Landesmuseumsverein zum Ehrenmitglied ernannte. Von 1888 bis 1903 und erneut während des Ersten Weltkriegs lehrte er am Innsbrucker Gymnasium.
Für den Verein für Geschichte des Bodensees und seiner Umgebung versah Zösmair eine Zeitlang die Geschäfte in Feldkirch; anlässlich seines 80. Geburtstags wurde ihm die Ehrenmitgliedschaft zuteil. Sein Nachlass ruht im Vorarlberger Landesarchiv in Bregenz.
Zösmair war verheiratet und hatte einen Sohn, der im Ersten Weltkrieg fiel.

## Schriften (Auswahl)
- Die Ortsnamen Vorarlbergs und Liechtensteins aus Personennamen. Ein Beitrag zur Besiedelungsgeschichte dieser Gebiete. Verlag der Vorarlberger Buchdruck-Gesellschaft, Bregenz 1921.
- mit Otto Stolz und Hans von Voltelini: Tirol und Vorarlberg (= Historischer Atlas der österreichischen Alpenländer.  Band 3). Holzhausen, Wien 1919.
- Geschichte Rudolfs des letzten der alten Grafen von Bregenz (1097–1160). Mit Stammtafel. In: Schriften des Vereins für Geschichte des Bodensees und seiner Umgebung. Band 44, 1915, S. 25–39. Digitalisat
- Über Schloß Bregenz. In: Schriften des Vereins für Geschichte des Bodensees und seiner Umgebung. Band 26, 1897, S. 7–21. Digitalisat
- Ulrich Tränkle von Feldkirch und Thomas Lürer, angeblich von Rankweil, zwei vorarlbergische Chronisten des Mittelalters. In: Schriften des Vereins für Geschichte des Bodensees und seiner Umgebung. Band 15, 1886, S. 10–26. Digitalisat
- Über die Burgen Alt- und Neu-Montfort in Vorarlberg.  In: Schriften des Vereins für Geschichte des Bodensees und seiner Umgebung. Band 10, 1880, S. 122–144. Digitalisat
- Politische Geschichte Vorarlbergs im 13. und 14. Jahrhundert unter den Grafen von Montfort und Werdenberg (= Jahresbericht der Vereinigten K. K. Staatsmittelschulen in Feldkirch. Band 22–24). Wagner, Innsbruck 1877–1879.